# Black Artists Group
Die Black Artists Group war eine Künstlervereinigung im Bereich des Avantgarde Jazz, die 1968 in St. Louis gegründet wurde. 

## Geschichte
Die Vereinigung verstand sich seit seiner Gründung als ein multidisziplinäres Künstlerkollektiv. Es wurde gegründet, um die Situation einer avantgardistischen afroamerikanischen Musik in St. Louis zu verbessern und bestand zwischen 1968 und 1972.
Gründungsmitglieder waren der Schlagzeuger Phillip Wilson, Charles Bobo Shaw, Abdullah Yakub. Bekannte Musiker aus diesem Kreis waren die Saxophonisten Julius Hemphill, Oliver Lake, J. D. Parran, Hamiet Bluiett und Luther Thomas, die Trompeter Baikida Carroll, Rasul Siddik und Floyd LeFlore; der Posaunist Joseph Bowie, der Schlagzeuger Bensid Thigpen und der Bassist Arzinia Richardson. Weitere Mitglieder der Gruppe waren die Dichter Ajule (Bruce) Rutlin und Shirley LeFlore, die Tänzer Georgia Collins und Luisah Teish sowie die Maler Oliver Jackson und Emilio Cruz. Zur Gruppe gehörten auch die Musikmanager Malinke Robert Elliott, Vincent Terrell und Muthal Naidoo. Als viele Musiker aus diesem Kreis nach 1970 nach New York zogen, begann sich die Vereinigung allmählich aufzulösen. Unter anderen ging daraus das Human Arts Ensemble hervor, das Anfang der 1970er Jahre die Alben Under the Sun und Whisper of Dharma einspielte. Enge Beziehungen hatte die Black Artists Group zur Association for the Advancement of Creative Musicians (AACM) aus Chicago, an der sie sich zunächst auch orientierte.

## Diskographische Hinweise
- Black Artists Group – Live in Paris, Aries 1973 (Rank & File, 1974)
- Black Artists Group – For Peace and Liberty: In Paris Dec 1972 (ed. 2024)